# Wodzierady
Wodzierady – wieś w Polsce położona w województwie łódzkim, w powiecie łaskim, w gminie Wodzierady.
W latach 1975–1998 miejscowość administracyjnie należała do województwa sieradzkiego.

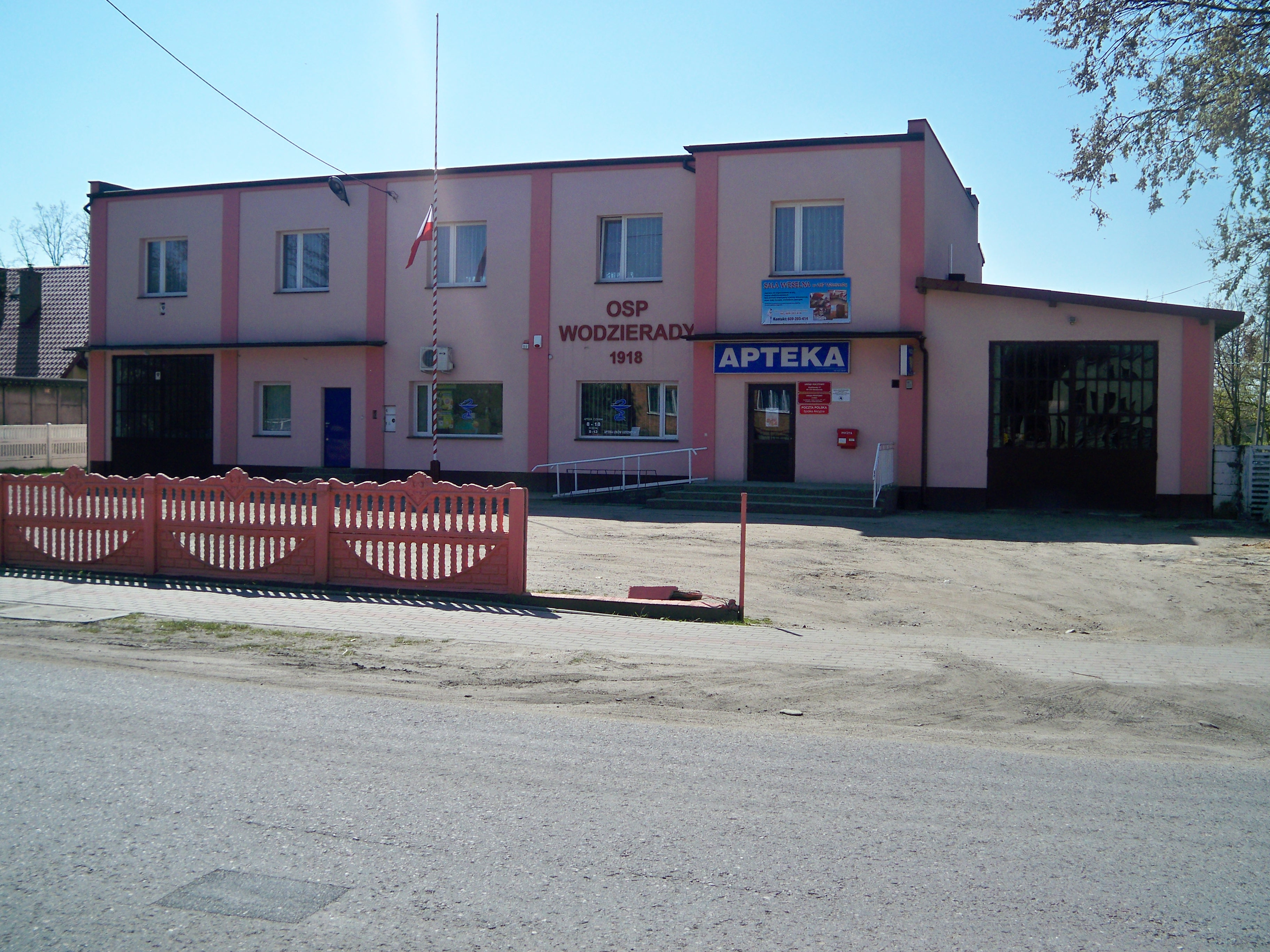
Osp Wodzierady

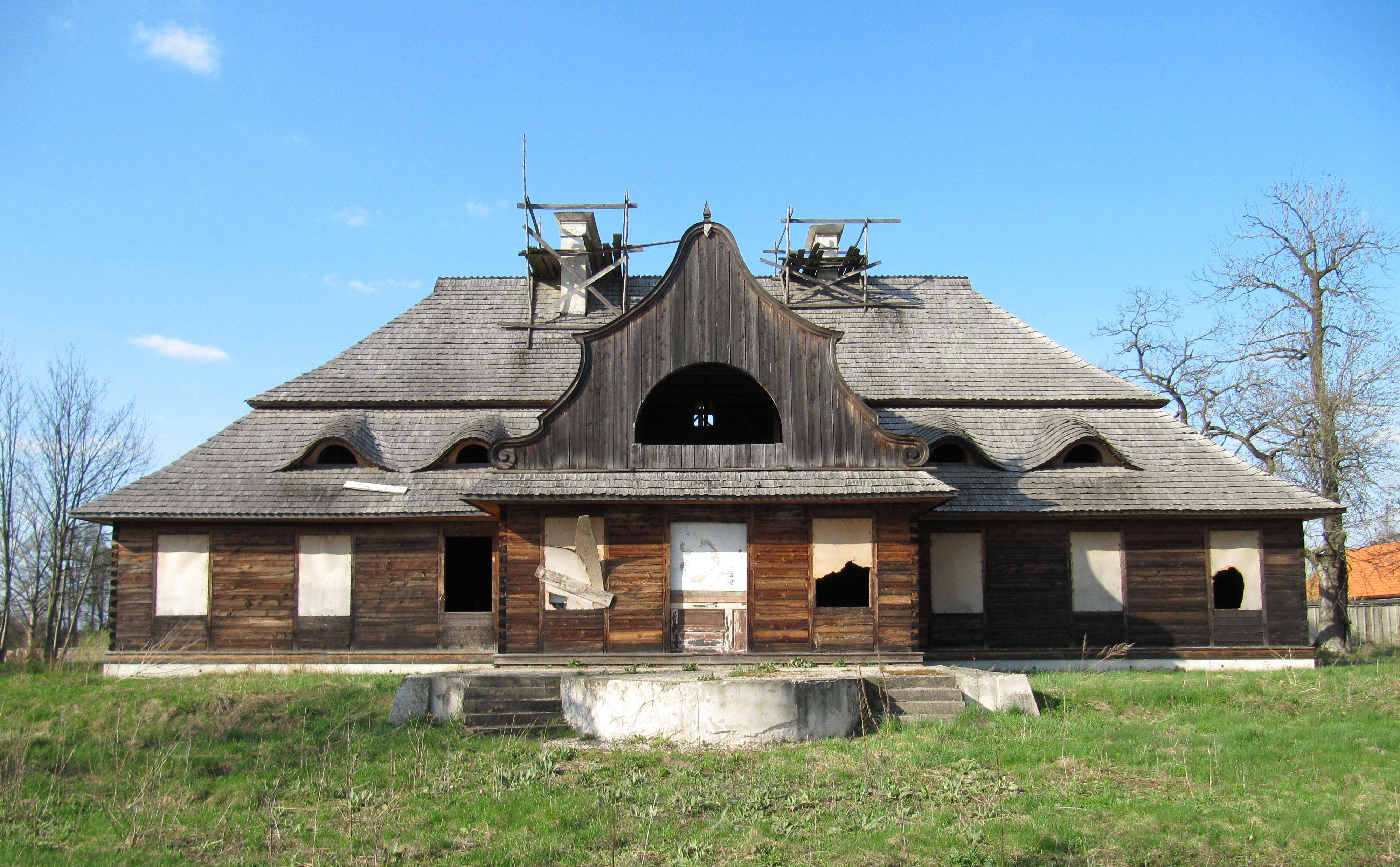
Dwór w Wodzieradach z charakterystycznym łamanym dachem polskim.

## Położenie
Miejscowość jest siedzibą gminy Wodzierady. Wioska jest położona nad rzeczką Pisią, w odległości ok. 5 km od Lutomierska.

## Historia
Pierwsza pisana wzmianka z 1398 r. W XVI w. łany folwarczne dawały dziesięcinę parafii w pobliskich Mikołajewicach, natomiast łany kmieci zasilały kolegiatę łęczycką. W XVIII w. Wodzierady należały do Dzierzbickich, następnie do Mniewskiego, wojskiego sieradzkiego, później do Franciszka Bajera, aż w 1840 r. poprzez małżeństwo jego córki przeszły w ręce Hipolita Parczewskiego. Nowy właściciel zapisał się chlubnie w historii wsi, znosząc w 1861 r. pańszczyznę, założył też szkołę początkową. Rozparcelował wsie Alfonsów i Apolonię, wchodzące w skład majątku. Synem Hipolita był Alfons Parczewski (1849–1933), członek Polskiej Akademii Umiejętności, działacz na rzecz budzenia świadomości narodowej wśród Mazurów i Łużyczan, wreszcie rektor Uniwersytetu Stefana Batorego w Wilnie. W 1870 r. wydał "Monografię Szadku". W 1868 r. wieś przeszła w ręce rodziny Kulczyckich, którzy gospodarowali tutaj do II wojny światowej. Ostatnimi właścicielami przed wojną byli Stefan i Kazimierz Kulczyccy.
W czasie okupacji niemieckiej majątkiem zarządzał Niemiec Pikard z Rygi. W 1943 Niemcy wprowadzili nazwę okupacyjną Wodsjerady. Na lepszych gospodarstwach osadzono Niemców ze wschodu w ramach akcji kolonizacyjnej Heim ins Reich. Ocalał dwór z przełomu XVIII/XIX w., niewątpliwie perełka polskiej architektury dworskiej, zbudowany na planie prostokąta z ryzalitem od południa i piętrowym portykiem od północy wspartym na 4 kolumnach. Dwór jest przykryty tzw. łamanym polskim dachem, kryty gontem. Po wojnie była tu szkoła, przedszkole, biblioteka. Stojący obok zabytkowy lamus zmarniał i został rozebrany, a staw zamieniono w wysypisko śmieci. Zniszczenia naprawił prywatny nabywca z Łodzi, który kupił od gminy w 1982 dwór i resztki parku.